# Semidelitschia
Semidelitschia — рід грибів родини Sporormiaceae. Назва вперше опублікована 1969 року.

## Класифікація
Згідно з базою MycoBank до роду Semidelitschia відносять 3 офіційно визнані види:
- Semidelitschia agasmatica
- Semidelitschia nanostellata
- Semidelitschia tetraspora